# Фигиле (Перуђа)
Фигиле је насеље у Италији у округу Перуђа, региону Умбрија.
Према процени из 2011. у насељу је живело 577 становника. Насеље се налази на надморској висини од 307 м.